# Llista de peixos del riu Ganges

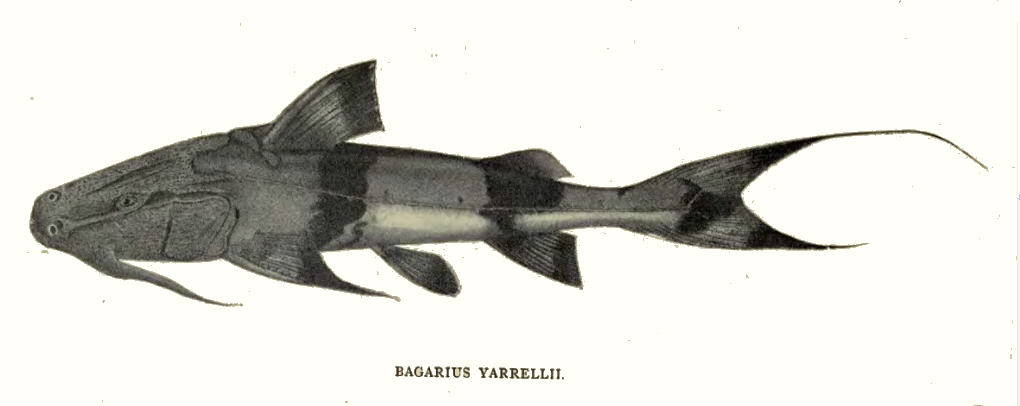
Bagarius yarrelli

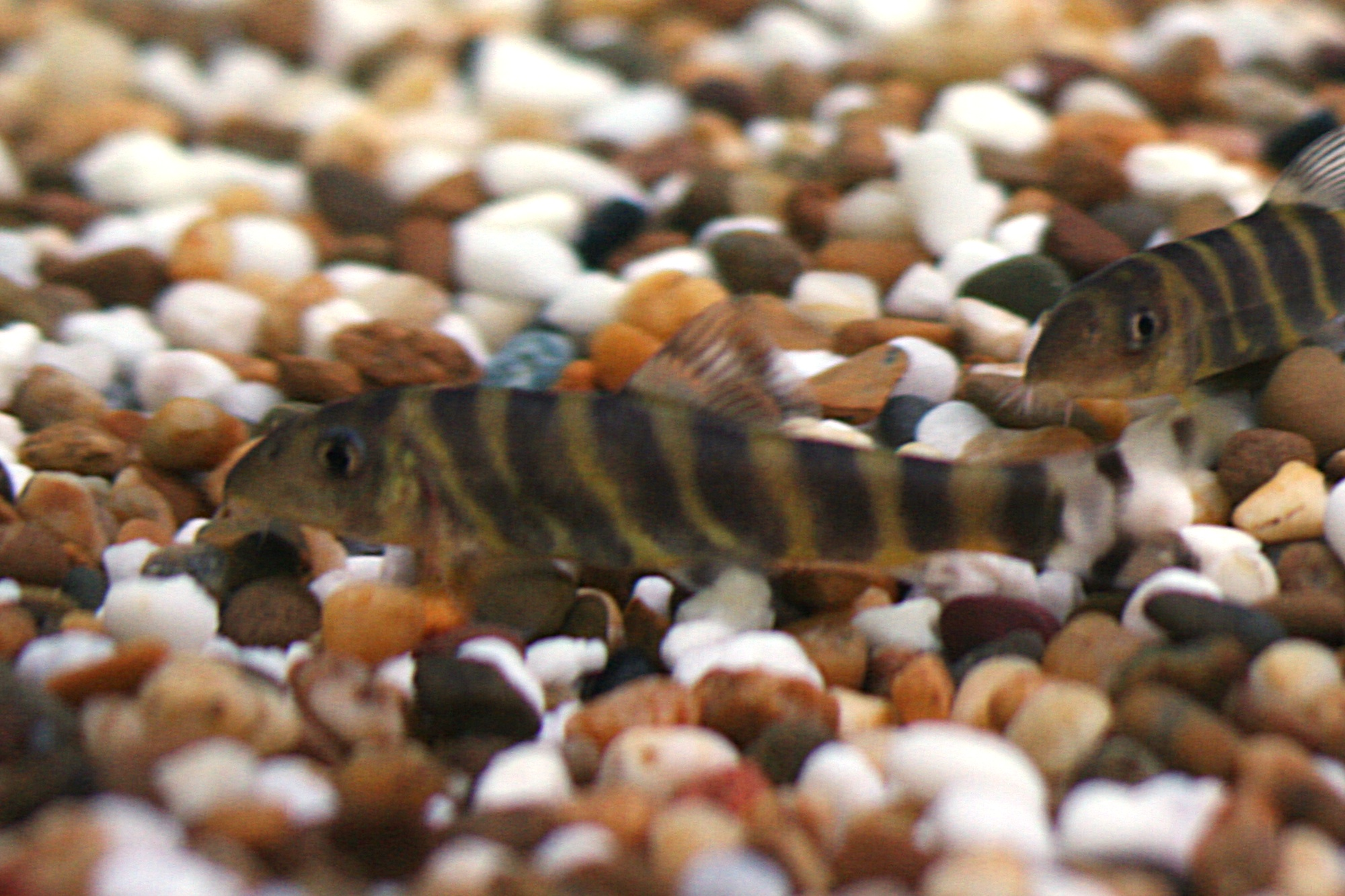
Botia dario

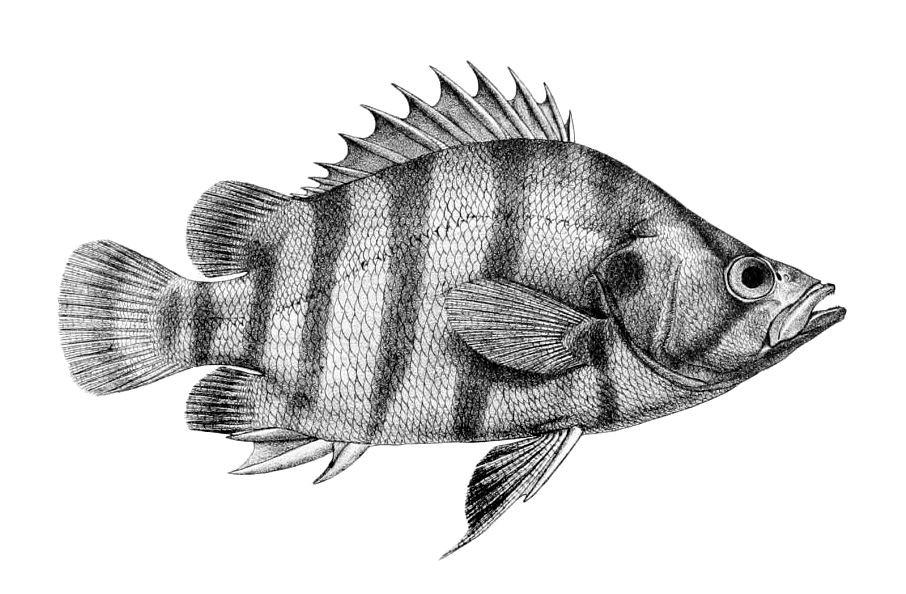
Datnioides polota

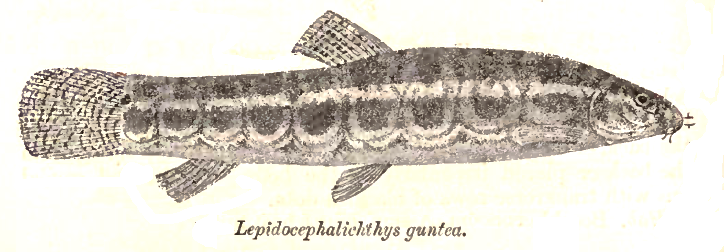
Lepidocephalichthys guntea

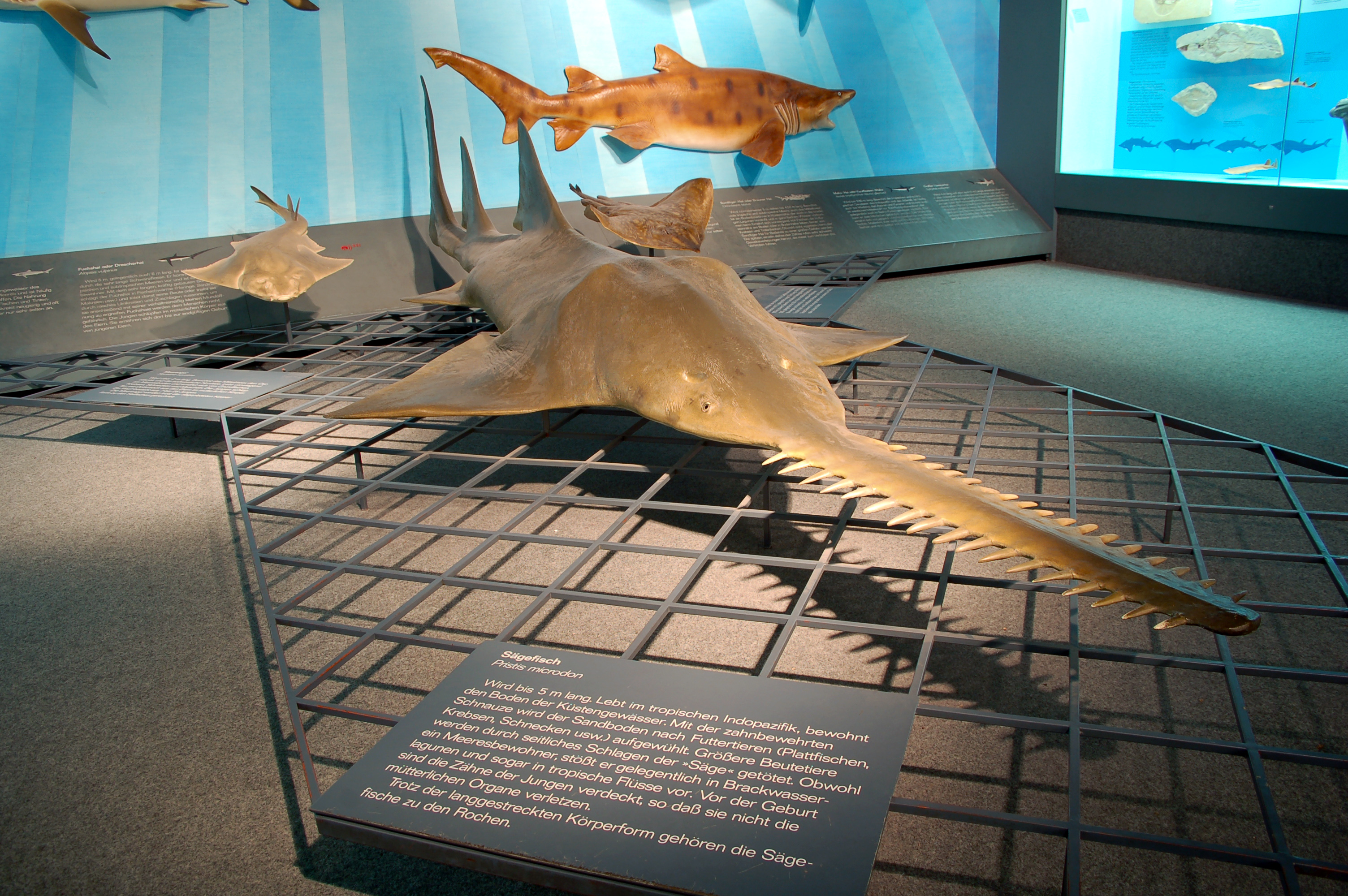
Pristis microdon

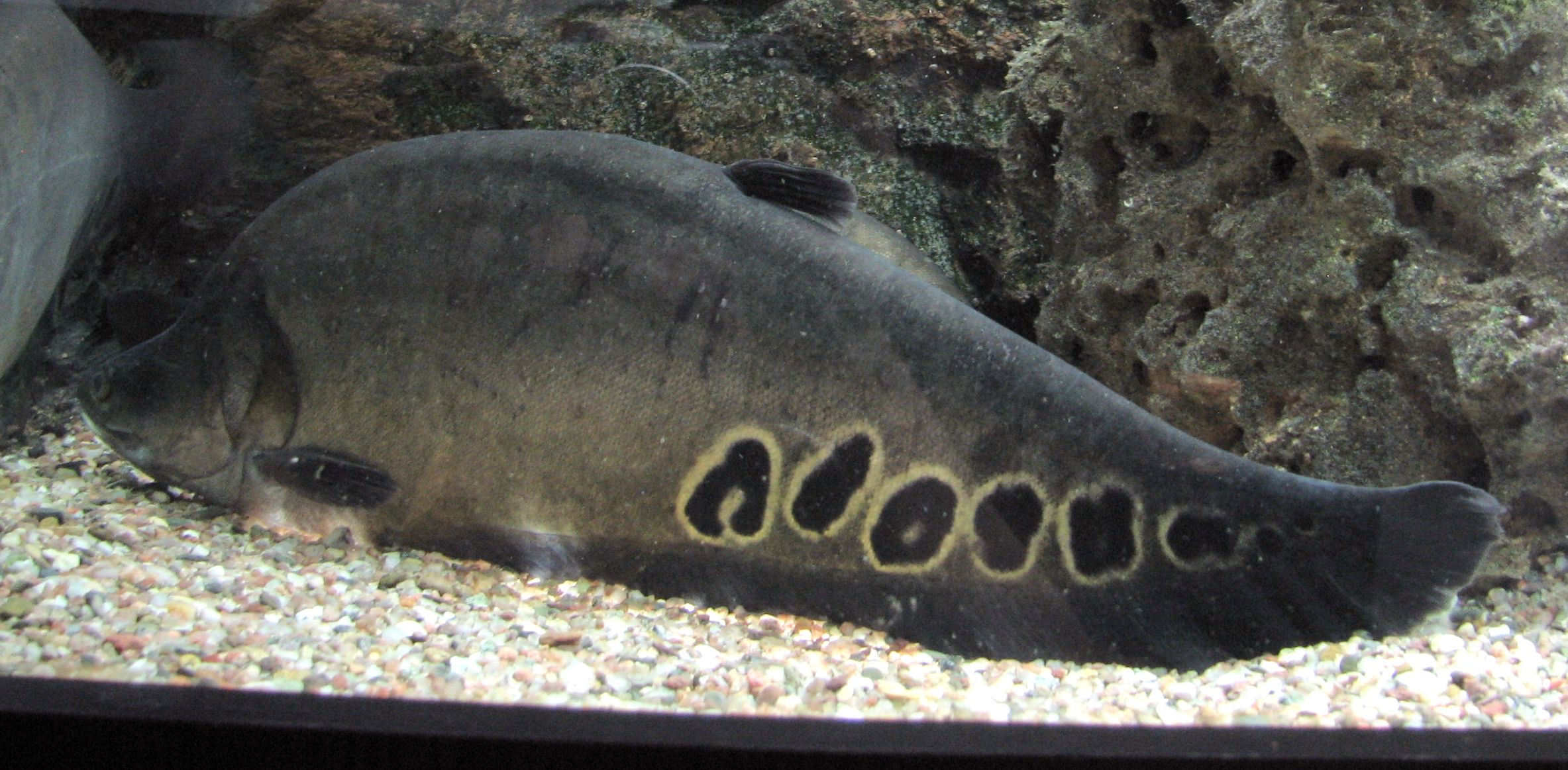
Chitala chitala

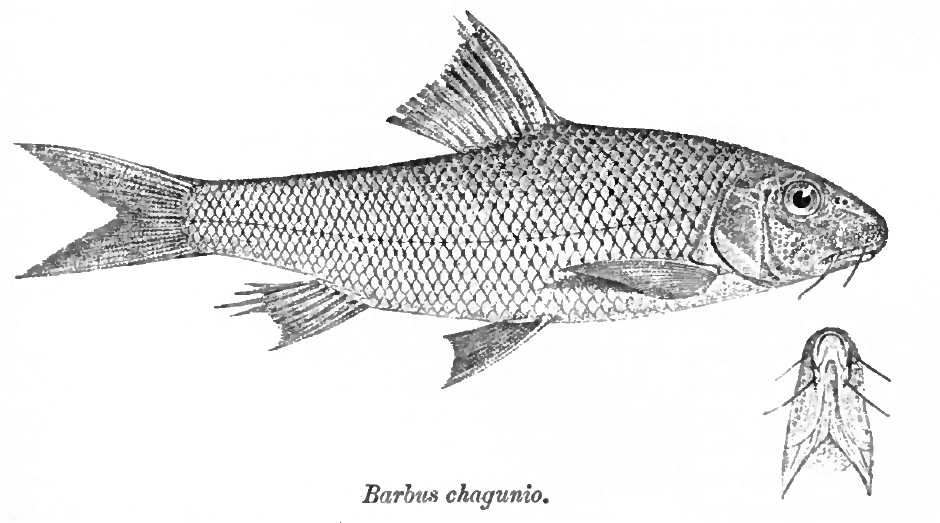
Chagunius chagunio

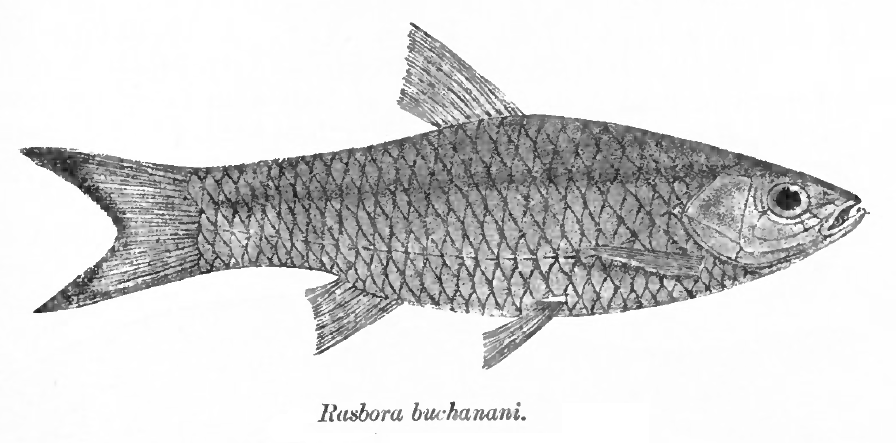
Rasbora rasbora

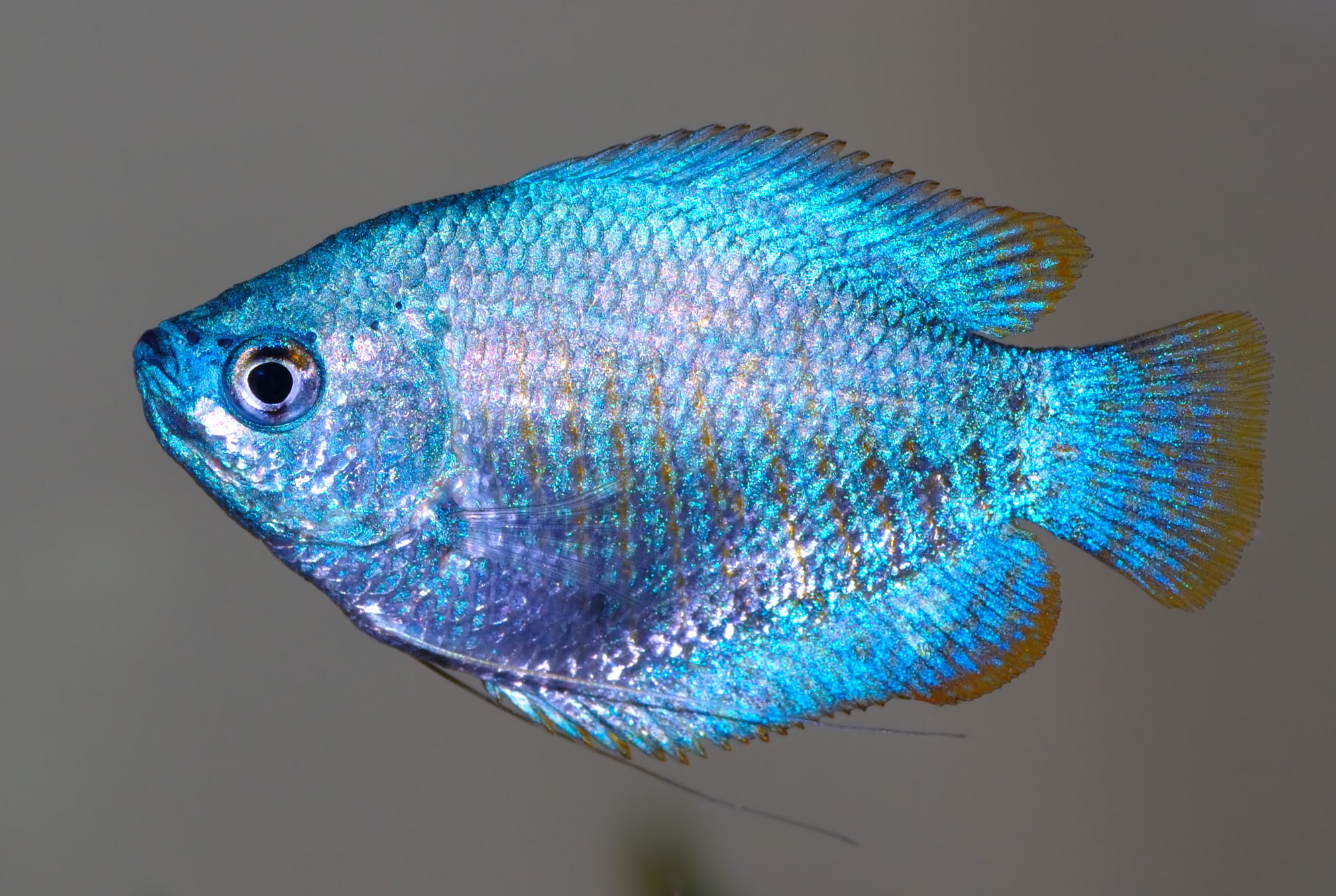
Colisa lalia

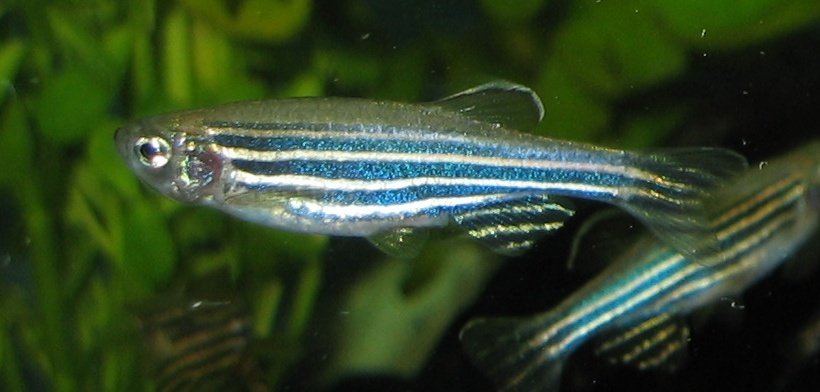
Danio rerio

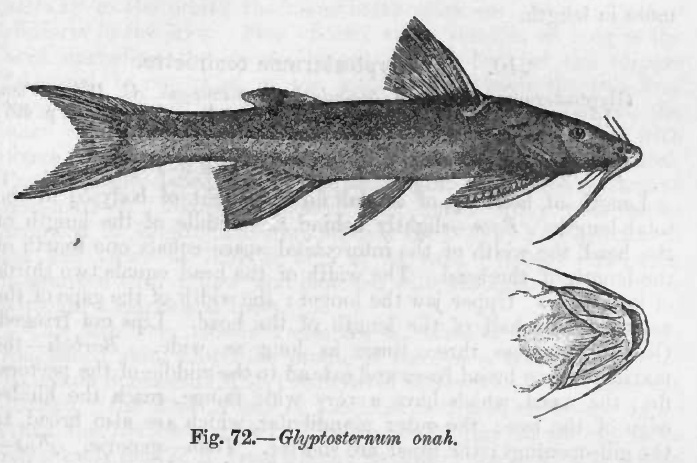
Glyptothorax lonah

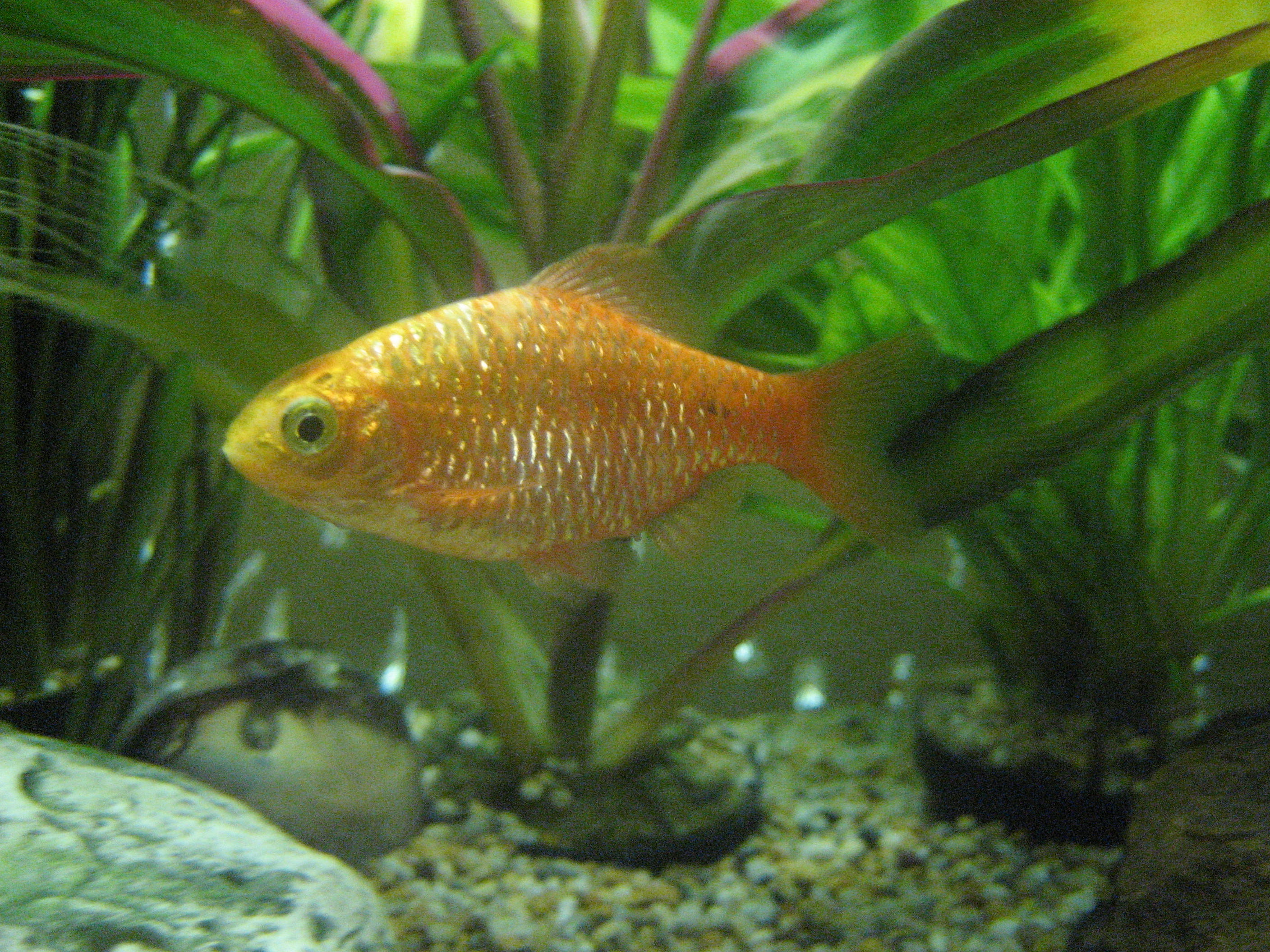
Puntius conchonius

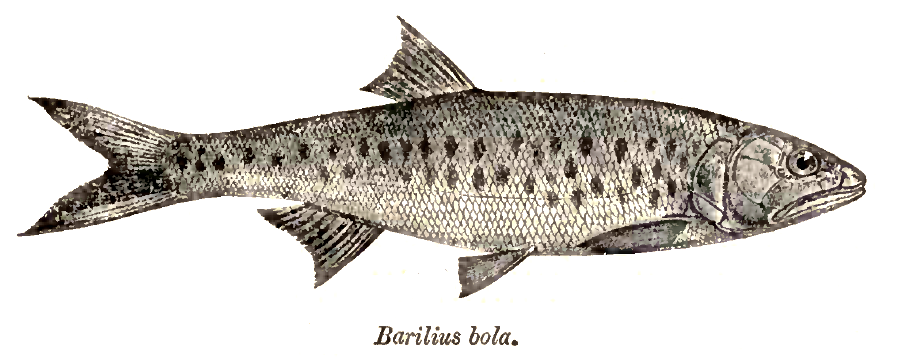
Raiamas bola

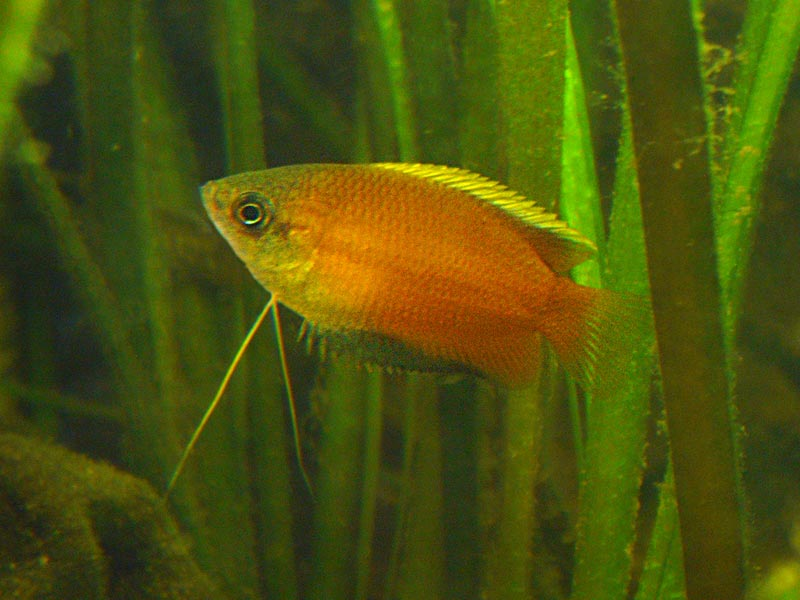
Colisa chuna

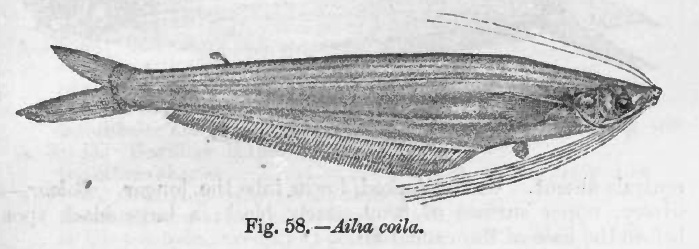
Ailia coila

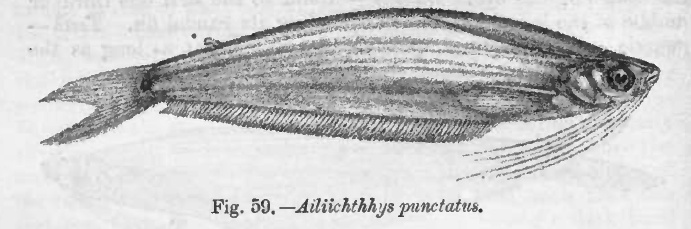
Ailiichthys punctata

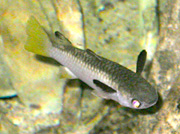
Sicamugil cascasia

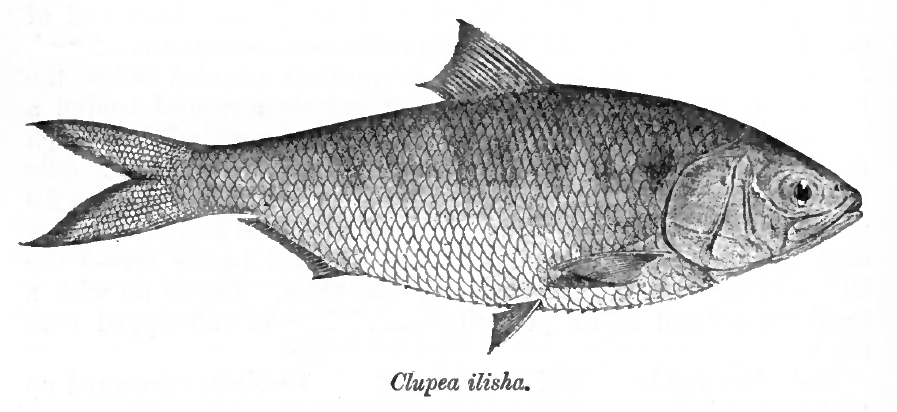
Tenualosa ilisha

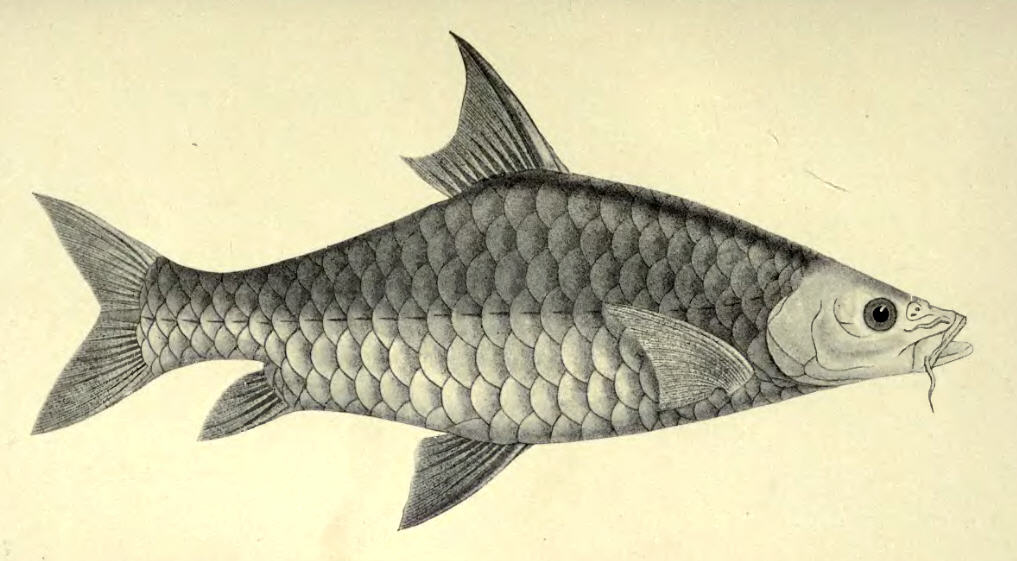
Tor tor

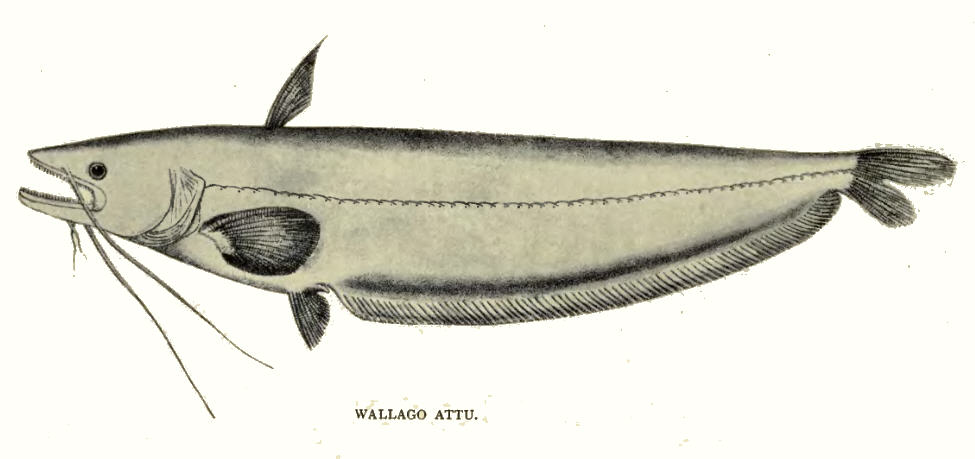
Wallago attu

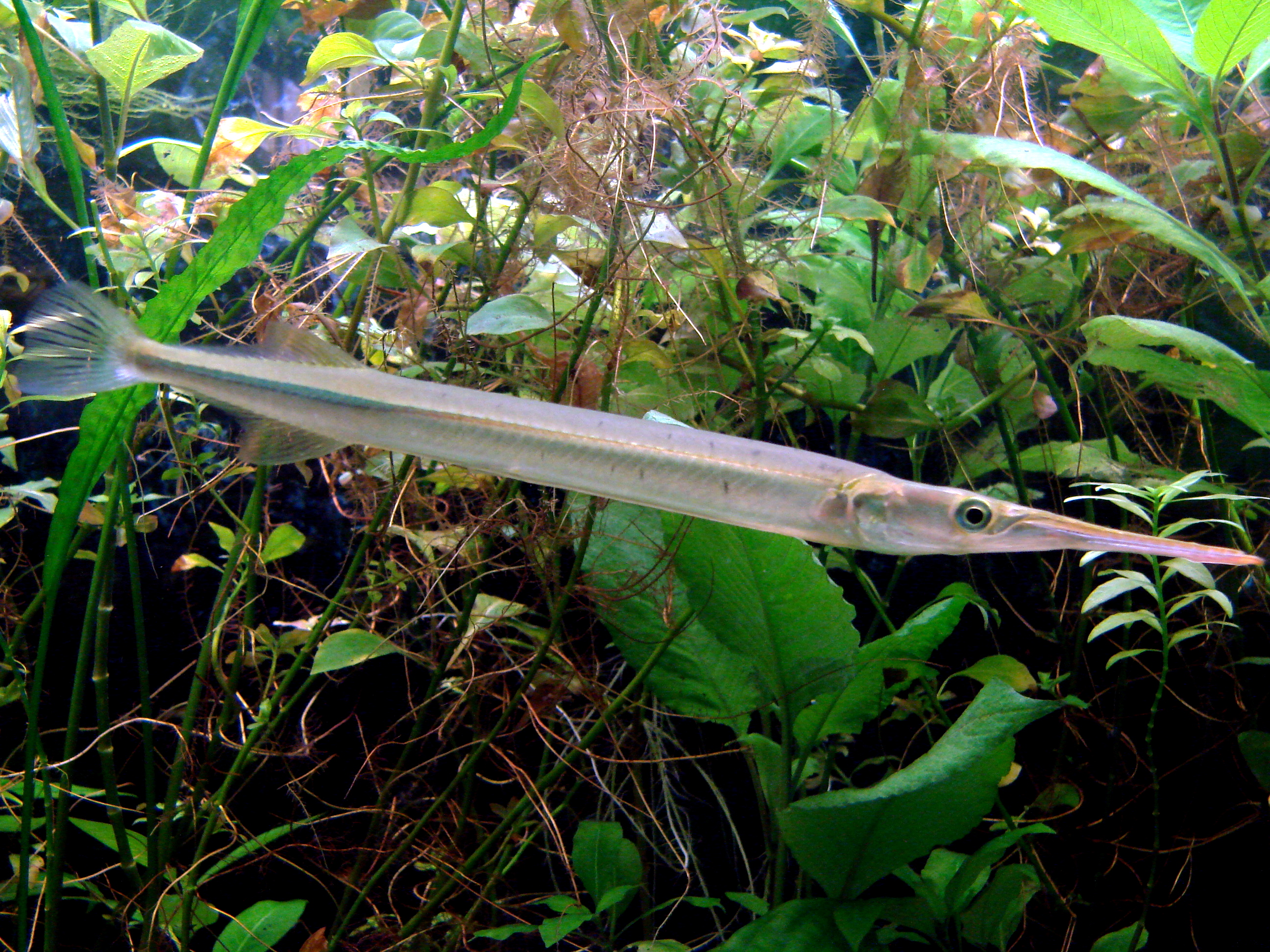
Xenentodon cancila

Aquesta llista de peixos del riu Ganges inclou les 91 espècies de peixos que es poden trobar al riu Ganges ordenades per l'ordre alfabètic de llur nom científic.

## A
- Acanthocobitis botia
- Ailia coila
- Ailiichthys punctata
- Arius gagorides

## B
- Badis badis
- Badis chittagongis
- Bagarius bagarius
- Bagarius yarrelli
- Barilius barna
- Barilius shacra
- Barilius tileo
- Barilius vagra
- Batasio macronotus
- Botia dario
- Botia lohachata

## C
- Chaca chaca
- Chagunius chagunio
- Chitala chitala
- Colisa chuna
- Colisa lalia
- Crossocheilus latius
- Cyprinus cocsa

## D
- Danio rerio
- Datnioides polota

## E
- Erethistes pusillus
- Euchiloglanis davidi
- Eutropiichthys murius

## G
- Gagata cenia
- Gagata gagata
- Gagata sexualis
- Gagata youssoufi
- Glyptothorax botius
- Glyptothorax lonah
- Glyptothorax stolickae
- Glyptothorax telchitta
- Gogangra viridescens
- Gonialosa manmina
- Gudusia chapra

## H
- Hemibagrus menoda

## I
- Ilisha megaloptera

## J
- Johnius gangeticus

## L
- Labeo ariza
- Labeo boga
- Labeo pangusia
- Lepidocephalichthys guntea
- Lepidocephalichthys menoni

## M
- Mystus gulio

## N
- Nandus andrewi
- Nangra bucculenta
- Nangra carcharhinoides
- Nangra nangra
- Neolissochilus spinulosus
- Notopterus notopterus

## O
- Ompok pabda
- Otolithoides pama

## P
- Pangasius pangasius
- Pangio pangia
- Parambassis lala
- Pinniwallago kanpurensis
- Poropuntius clavatus
- Pristis microdon
- Pseudecheneis crassicauda
- Pseudecheneis sulcata
- Pseudecheneis suppaetula
- Psilorhynchus nepalensis
- Psilorhynchus sucatio
- Pterocryptis gangelica
- Puntius chelynoides
- Puntius conchonius
- Puntius guganio

## R
- Raiamas bola
- Rasbora rasbora
- Rhinomugil corsula

## S
- Salmophasia bacaila
- Salmophasia phulo
- Salmophasia sardinella
- Schizothorax progastus
- Setipinna brevifilis
- Setipinna phasa
- Sicamugil cascasia
- Silonia silondia
- Sisor rabdophorus
- Sisor rheophilus
- Sisor torosus
- Sperata aor
- Sperata seenghala

## T
- Tenualosa ilisha
- Tor tor
- Triplophysa stewarti

## W
- Wallago attu

## X
- Xenentodon cancila[1]